# Хосе Сільвестре Вайт-і-Лафітт
Хосе Сільвестре де лос Долорес Вайт-і-Лафітт (ісп. José Silvestre de los Dolores White y Lafitte, часто Жозеф Вайт ,англ. Joseph White; 17 січня 1836, Матансас — 1918, Париж) — кубинський скрипаль і композитор.

## Біографія
Син іспанського комерсанта, скрипаля-аматора. Мати — афрокубинка. Почав виступати з концертами 1854 року. На одному з виступів в ансамблі з ним виявився американський піаніст і композитор Луї Моро Готшалк, який переконав юнака продовжити навчання в Парижі і зібрав для цього кошти. У Паризькій консерваторії Вайт навчався у Дельфена Аляра і вже 1856 року отримав першу премію консерваторії. 28 листопада 1858 датований лист Джоаккіно Россіні Вайту, в якому він відгукується про останнього як про «артиста, яким вправі пишатися французька скрипкова школа». Надалі Вайт продовжував займатися в консерваторії композицією під керівництвом Наполеона Ребера. З незначною перервою Вайт жив і виступав у Франції до середини 1870-х. У 1875—1877 рр. він зробив великий гастрольний тур Південною та Північною Америкою, виступивши, зокрема, двічі у Нью-Йорку з Нью-Йоркським філармонічним оркестром під керівництвом Теодора Томаса. У 1877—1889 рр. Вайт очолював Імператорську консерваторію Ріо-де-Жанейро. Потім він повернувся до Парижа, співпрацював з Оркестром концертного товариства Паризької консерваторії; за деякими джерелами, у нього брав уроки Жак Тібо.

## Творчість
Як композитор зазнав впливу Генрика Венявського та Анрі В'єтана. Серед його творів — чудова кубинка, що стала знаменитою хабанера (Bella Cubana by Jose White as played by IberoAmerica Ensemble [Архівовано 29 травня 2015 у Wayback Machine.]). Ім'я композитора взяв струнний квартет латиноамериканських виконавців (див.: ). До найвідоміших творів Вайта належить також концерт для скрипки з оркестром фа діез мінор (1864), записаний Аароном Розандом і Рейчел Бартон.

## Пам'ять
- Відкрита 1985 року у провінції Камагуей музична школа ім. Хосе Вайта (Escuela Profesional de Música José White)